# Rosario Flores (Spaans zangeres)

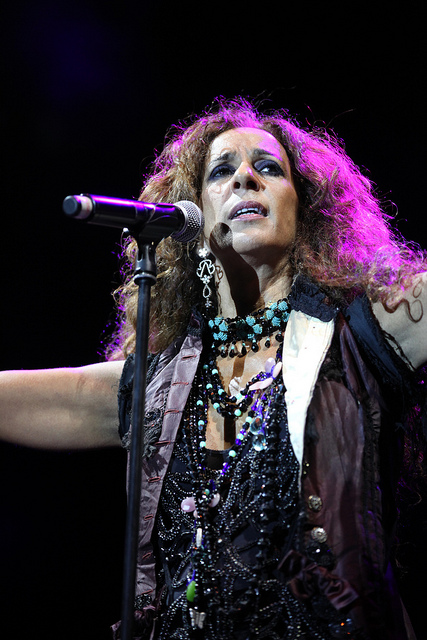
Rosario Flores bij een concert in Fuenlabrada (2013)

Rosario del Carmen González Flores (Madrid, 4 november 1963) is een Spaans zangeres en actrice van Roma-afkomst. Haar muziek is een mengeling van flamenco, pop, rock en funk. Als actrice speelde ze onder meer in Hable con ella.

## Biografie

### 1963-1991
Flores groeide op als jongste dochter van gitarist Antonio González (1922-1999)  en zangeres/actrice Lola Flores (1923-1995). Haar zus Lolita (1958) en broer Antonio (1961-1995) zijn ook gaan zingen en acteren.
In 1969 debuteerde Flores op vijf-/zesjarige leeftijd in de film El Taxi de los Conflictos. In 1976 was ze te zien Al fin solos, pero..., en verscheen haar eerste single; Que querrá decir esto werd uitgebracht onder de naam Rosario Rios. 
Daarna duurde het tot 1984 voor ze met een opvolger kwam; Pienso en Ti, afkomstig van de mini-lp Vuela de Noche.
In 1989 was Flores voor het eerst in een  tv-serie te zien; Brigade de Central. Een jaar later speelde ze in de film Çontra el Viento; dit leverde haar in 1991 de Goya op voor beste vrouwelijke bijrol.

### 1992-heden
In 1992 verscheen haar officiële debuutalbum De Ley waaraan broer Antonio een grote bijdrage leverde als songschrijver. het titelnummer werd in 1993 de eerste van zeven nr. 1 hits in de Spaanse top 40.
Haar albums Muchas Flores en De Mil Colores werden in 2002 en 2004 bekroond met een Latin Grammy Award.
In 2009 verscheen haar negende album Cuéntame met daarop de gelijknamige cover van de Spaanse sixties-popgroep Formula V die gebruikt werd in het elfde seizoen van de tv-serie Cuéntame cómo pasó.
Sinds 2014 is Flores vaste coach bij de Spaanse en de Mexicaanse versies van The Voice Kids. Daarnaast was ze in 2015 adviseur bij de volwassen versie La Voz.
In 2016 en 2021 verschenen de album Gloria a ti en Te lo digo todo y no te digo na.
In 2022 was Flores als stemactrice te horen in de Spaanse nasynchronisatie van de 3D-animatiefilm Puss in Boots: The Last Wish als Mama Luna.

## Persoonlijk leven
- Flores heeft twee kinderen; dochter Lola (1996) met regisseur Carlos Orellana, en zoon Pedro Antonio (21 januari 2006, de geboortedag van Lola Flores) uit haar huwelijk met echtgenoot Pedro Lagaza die ook in Hable con ella heeft gespeeld.

## Discografie
- De Ley (1992)
- Siento (1995)
- Mucho Por Vivir (1996)
- Jugar a la Locura (1999)
- Muchas Flores (2001)
- De Mil Colores (2004)
- Contigo Me Voy (2006)
- Parte de Mí (2008)
- Cuéntame (2009)
- Raskatriski (2011)
- Rosario (2013)
- Gloria a ti (2016)

- Bibsys: 5039380
- Biblioteca Nacional de España: XX908911
- Bibliothèque nationale de France: cb13972751w (data)
- Gemeinsame Normdatei: 134940121
- International Standard Name Identifier: 0000 0000 8114 994X
- Library of Congress Control Number: no2003027766
- MusicBrainz: 1adaad67-5db8-46cd-8a03-00262316b081
- Nationale Bibliotheek van Tsjechië: xx0078864
- Nationale Bibliotheek van Israël: 987007452632205171
- Nationale Bibliotheek van Polen: a0000002050240
- Istituto Centrale per il Catalogo Unico: UBOV715815
- Système universitaire de documentation: 091237777
- Virtual International Authority File: 36325887
- WorldCat: E39PBJr3qhJpjxk63fR3MkF3Qq